# Solome Bossa
Solome Balungi Bossa, tên khác là Solomy Balungi Bossa, (sinh ngày 14 tháng 4 năm 1956), là một thẩm phán người Uganda tại Tòa án Hình sự Quốc tế (ICC). Ngay trước khi được bầu vào ICC, bà là một thành viên của Tòa phúc thẩm Uganda, cũng đóng vai trò Tòa án Hiến pháp tại Uganda. Bà được bầu vào vị trí hiện tại vào ngày 5/12/2017. Bà đã tuyên thệ nhậm chức trên tòa vào thứ sáu ngày 9 tháng 3 năm 2018.

## Bối cảnh và giáo dục
Bà sinh ra ở bệnh viện Nsambya, tại thủ đô Kampala của Uganda, ngày 14 tháng 4 năm 1956. Cha bà, Stanley Walusimbi Ssesanga, là một luật sư và mẹ bà là một bà nội trợ. Bà đã tham dự các trường học Uganda cho giáo dục tiểu học và trung học của mình. Năm 1976, bà được nhận vào Đại học Makerere, ở Kampala, để học luật. Bà tốt nghiệp với bằng Cử nhân Luật (LLB) năm 1979. Bà hen có bằng Cao đẳng về Thực hành Pháp lý từ Trung tâm Phát triển Luật, cũng tại Kampala. Năm 1987, bà nhận được Chứng chỉ Báo cáo Luật, từ Trung tâm Thanh thiếu niên Liên bang, ở Lusaka, Zambia. Sau đó, vào năm 2016, bà được trao bằng Thạc sĩ Luật (LLM), bởi Đại học London, chuyên về Luật công quốc tế.

## Lịch sử công việc
Trước khi làm việc tại tòa án, Solome Bossa là giảng viên tại Trung tâm Phát triển Luật, và bà đã duy trì một thực hành pháp lý riêng. Bà trở thành thẩm phán tại Tòa án Tối cao Uganda năm 1997. Kể từ đó, bà đã phục vụ tại Tòa án Tư pháp Đông Phi, và Tòa án Hình sự Quốc tế Liên hợp quốc cho Rwanda. Vào thời điểm bà bầu vào ICC, bà là thành viên của Tòa phúc thẩm Uganda, cũng là Tòa án Hiến pháp Uganda.
Solome Bossa có kiến thức và kinh nghiệm sâu rộng về luật, quyền con người và quyền phụ nữ. Vào năm 2014, bà được bầu làm Thẩm phán Tòa án Phi châu về Nhân quyền và Nhân quyền, với nhiệm kỳ sáu năm. Bà từng là Thẩm phán tại Tòa án Tối cao Uganda từ năm 1997 đến năm 2013. Bà là thành viên của Tòa án Tư pháp Đông Phi trong 5 năm, từ 2001 đến 2006. Bà là thành viên của Tòa án Hình sự Quốc tế tại Rwanda (UNICTR) từ năm 2003. cho đến năm 2013.